# Гундерик
Гундерик (Gunderich; * 379; † 428) е крал на вандалите и на аланите. Той управлява от 406/407 до 428 г.

## Биография
Син е на вандалския крал Годигизел и полубрат на Гейзерик. Той принадлежи към частичното вандалско племе Асдинги, което през 2 век населявало Румъния и Унгария.
Когато баща му умира в битка с франксите федерати при пресичането на Рейн през 406 г., Гундерик става крал. Той води вандалите с фамилиите им при грабежни походи през Галия, понеже са в бягство от хуните и трябва да се изхранват.
Под натиска на британо-римските легиони, чийто войници провъзгласят Константин III за император, и франките те пресичат Пиренеите.
През 411 г. те стават за кратко време федерати на Западен Рим и са населени в Северна Испания. Там пропъждат свебите към Северозападна Испания. Когато през 416 г. вестготите настъпват в Испания, вандалите отиват в Андалусия, чието име идва от тях.
Гундерик образува съюз с племената на останалите още силинги (многократно побеждавани от вестготите) и аланите (чийто крал е паднал в битка) и веднага се нарича Rex Vandalorum et Alanorum (Крал на вандалиите и аланите).
Той поддържа узурпатора Максим и побеждава няколко римски войски, насочени против него.
По времето на Гундерик вандалите започват да строят флота, която граби Балеарските острови и бреговете на Северна Африка.
Гундерик умира през 428 г. по време на грабенето на Севиля, вероятно е убит. Неговите два още малолетни сина са пренабрегнати и по-късно убити. Новият крал става полубрат му Гейзерик, въпреки че е роден извънбрачно от робиня и Годигизел.